# George Wellesley
Lord George Wellesley MC (29 juillet 1889 - 31 juillet 1967) est un soldat et aviateur anglais.

## Biographie
Wellesley est né le 29 juillet 1889, fils du colonel Lord Arthur Wellesley (plus tard 4e duc de Wellington) et de Kathleen Emily Bulkeley Williams. Son arrière-grand-père est Arthur Wellesley, 1er duc de Wellington.
Il fait ses études au Wellington College, Berkshire. Il est directeur général de Coxeter and Son plc. Il est nommé sous-lieutenant (en probation) dans les Grenadier Guards le 3 février 1909 et est confirmé dans son grade le 1er février 1911. Il est promu lieutenant le 15 septembre 1912 et  nommé officier de vol dans le Royal Flying Corps (RFC) le 30 juin 1914. Il est promu commandant de bord le 11 décembre 1914, avec le grade temporaire de capitaine, et nommé instructeur à la Central Flying School du RFC le 19 décembre. Il combat pendant la Première Guerre mondiale entre 1914 et 1918, où il est mentionné dans des dépêches en juin 1916. Il est nommé commandant d'escadron le 1er juillet 1916, avec le grade permanent de capitaine et le grade temporaire de major. Il est décoré de la croix militaire en 1916.
Wellesley épouse Louise Nesta Pamela FitzGerald, la veuve de son frère aîné Richard, à New York, le 12 mars 1917 . Elle est la fille de Sir Maurice FitzGerald, 2e baronnet, et d'Amelia Catherine Bischoffsheim. Richard, un capitaine des Grenadier Guards, est tué au combat le 29 octobre 1914.
Wellesley est nommé commandant d'aviation dans le RFC, avec le grade temporaire de lieutenant-colonel, le 1er octobre 1917. Il obtient le grade de chef d'escadron en 1939 au service de la Royal Air Force Volunteer Reserve (RAFVR). Il combat pendant la Seconde Guerre mondiale entre 1939 et 1945. Il est décoré de la médaille de la Royal Humane Society. Il renonce à sa commission dans le RAFVR le 10 février 1954, conservant le grade de chef d'escadron.
Après la mort de sa première épouse le 21 février 1947, Wellesley se remarie à Jean McGillivray, fille de John McGillivray et Jane Ann Stuart, le 25 novembre 1955. Il a un fils, Richard, avec sa première femme.
Wellesley est décédé le 31 juillet 1967.